# São Paio (Gouveia)
São Paio é uma povoação portuguesa sede da Freguesia de São Paio do Município de Gouveia, freguesia com 15,57 km² de área e 699 habitantes (censo de 2021), tendo, por isso, uma densidade populacional de 44,9 hab./km².

## História
Em 2 de janeiro de 2017, por volta das 18:00h, parte da aldeia de São Paio foi atingida por um downburst. Em apenas 10 segundos, ventos fortes derrubaram árvores e muros, arrancaram telhas e destruíram chaminés. Algumas árvores caíram sobre fios elétricos provocando o corte de energia elétrica, a qual só foi reposta durante a noite.

## Demografia
A população registada nos censos foi:
| Distribuição da População por Grupos Etários | Distribuição da População por Grupos Etários | Distribuição da População por Grupos Etários | Distribuição da População por Grupos Etários | Distribuição da População por Grupos Etários |
| -------------------------------------------- | -------------------------------------------- | -------------------------------------------- | -------------------------------------------- | -------------------------------------------- |
| Ano                                          | 0-14 Anos                                    | 15-24 Anos                                   | 25-64 Anos                                   | > 65 Anos                                    |
| 2001                                         | 99                                           | 102                                          | 445                                          | 299                                          |
| 2011                                         | 85                                           | 62                                           | 399                                          | 282                                          |
| 2021                                         | 56                                           | 52                                           | 302                                          | 289                                          |

## Património
- Igreja Paroquial de São Paio/São Pelágio
- Capela de Nossa Senhora da Saúde
- Capela da Senhora da Estrela
- Ponte Romana

## Cultura
- Museu da Aldeia de São Paio - constituído por lagar de azeite, núcleo de lanifícios e teatro/ auditório
- Desde 2001 realiza-se na povoação o Festival das Sopas da Serra da Estrela.